# Sektion Stuttgart des Deutschen Alpenvereins
Der Deutsche Alpenverein (DAV) Sektion Stuttgart e. V. (kurz DAV Stuttgart) ist eine Sektion des Deutschen Alpenvereins. Die Sektion hat 31.820 Mitglieder (Stand: 31. Dezember 2024) und ist damit einer der größten Sportvereine Deutschlands und die viertgrößte Sektion des Deutschen Alpenvereins. Nach dem VfB Stuttgart und der Sektion Schwaben des DAV ist sie der drittgrößte Sportverein in Stuttgart.

## Geschichte
14 Mitglieder des MTV Stuttgart gründeten am 13. Dezember 1904 die Sektion Stuttgart. Nach drei Jahren löste sich die Sektion am 13. Dezember 1907 vom MTV los und es wurde die selbständige „Sektion Stuttgart des DuÖAV“ gegründet. Die Jungmannschaft wurde 1932 gegründet. Außerdem wurde im gleichen Jahr die bisher gepachtete Simmshütte erworben. Unter der Leitung von Eugen Eisenmann wurde 1937 die erste Auslandsexpedition zum Ruwenzori und Kilimandscharo durchgeführt. Am 10. Juli 1942 wurde die Südwesthütte (Mahdtalhaus) im Kleinwalsertal durch die Sektion gekauft. Unter Beteiligung der Sektionsmitglieder Otto Bareis, Gerd Mehl und Wenninger wurde 1955 eine Himalaja-Expedition zum Dhaulagiri durchgeführt. Das Richtfest für den Neubau der „Simmshütte“ wurde am 28. September 1957 gefeiert. Karl Lutz wurde 1957 Ehrenmitglied. Am 12. Januar 1990 wurde das „Mahdtalhaus“ durch einen Brand völlig zerstört. 2009 zählte man 15.000 Mitglieder.

## Sektionsvorsitzende
Eine chronologische Übersicht über alle Präsidenten der Sektion seit Gründung.
| Amtszeit  | Präsident            |
| --------- | -------------------- |
| 1904–1912 | Hermann Mayer        |
| 1913–1922 | Friedrich Autenrieth |
| 1923–1927 | Friedrich Volk       |
| 1928–1933 | Arthur Wagner        |
| 1933–1935 | Leo Fritz            |
| 1936–1939 | Wilhelm Holderrieth  |
| 1939–1945 | Georg Schaffert      |
| 1946      | Wilhelm Holderrieth  |
| 1947–1948 | Walter Singer        |
| 1949–1953 | Wilhelm Holderrieth  |
| 1954–1959 | Karl Lutz            |
| 1959–1973 | Alfred Jennewein     |
| 1974–1994 | Hermann Strauß       |
| 1994–2013 | Roland Stierle       |
| Seit 2013 | Fritz Bauer          |

## Hütten
Lechtaler Alpen
- Edelweißhaus, 1530 m
- Simmshütte, 2004 m, auch „Frederick-Simms-Hütte“, benannt nach Frederick Richard Simms, Stifter der Hütte.
- Württemberger Haus, 2220 m

Allgäuer Alpen
- Mahdtalhaus, 1150 m

Schwäbische Alb
- Donautalhütte, 620 m[5]
- Stuttgarter Albhaus, 758 m

Ehemalige Hütten
- Klostertaler Umwelthütte 2362 m (Silvretta), erbaut in den 1970er Jahren, (heutiger Besitzer: Deutscher Alpenverein)
- Kölner Haus, 1965 m (Samnaungruppe), erbaut 1929, jetzt von der Sektion Rheinland-Köln betreut

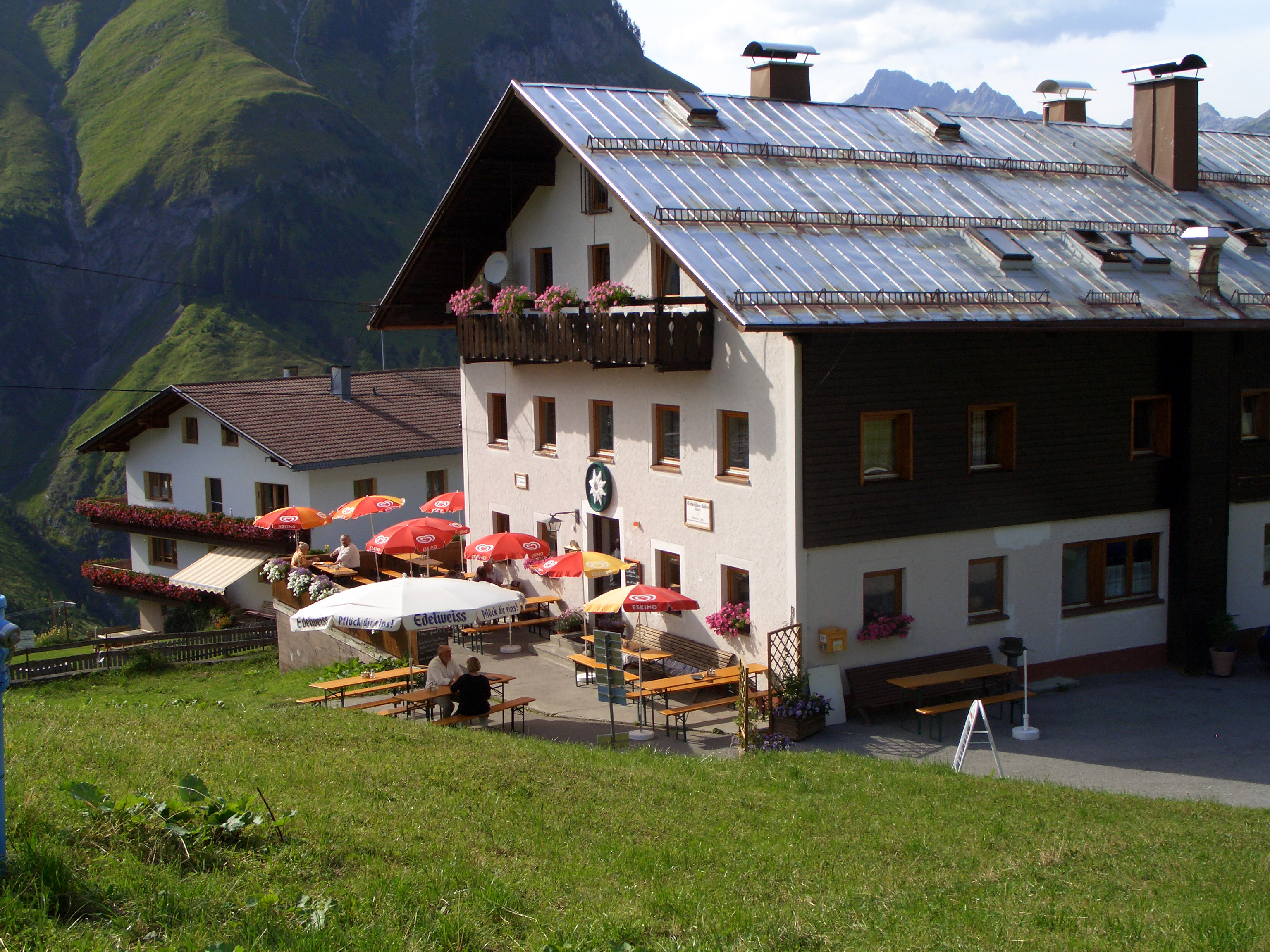
Edelweißhaus von Südosten
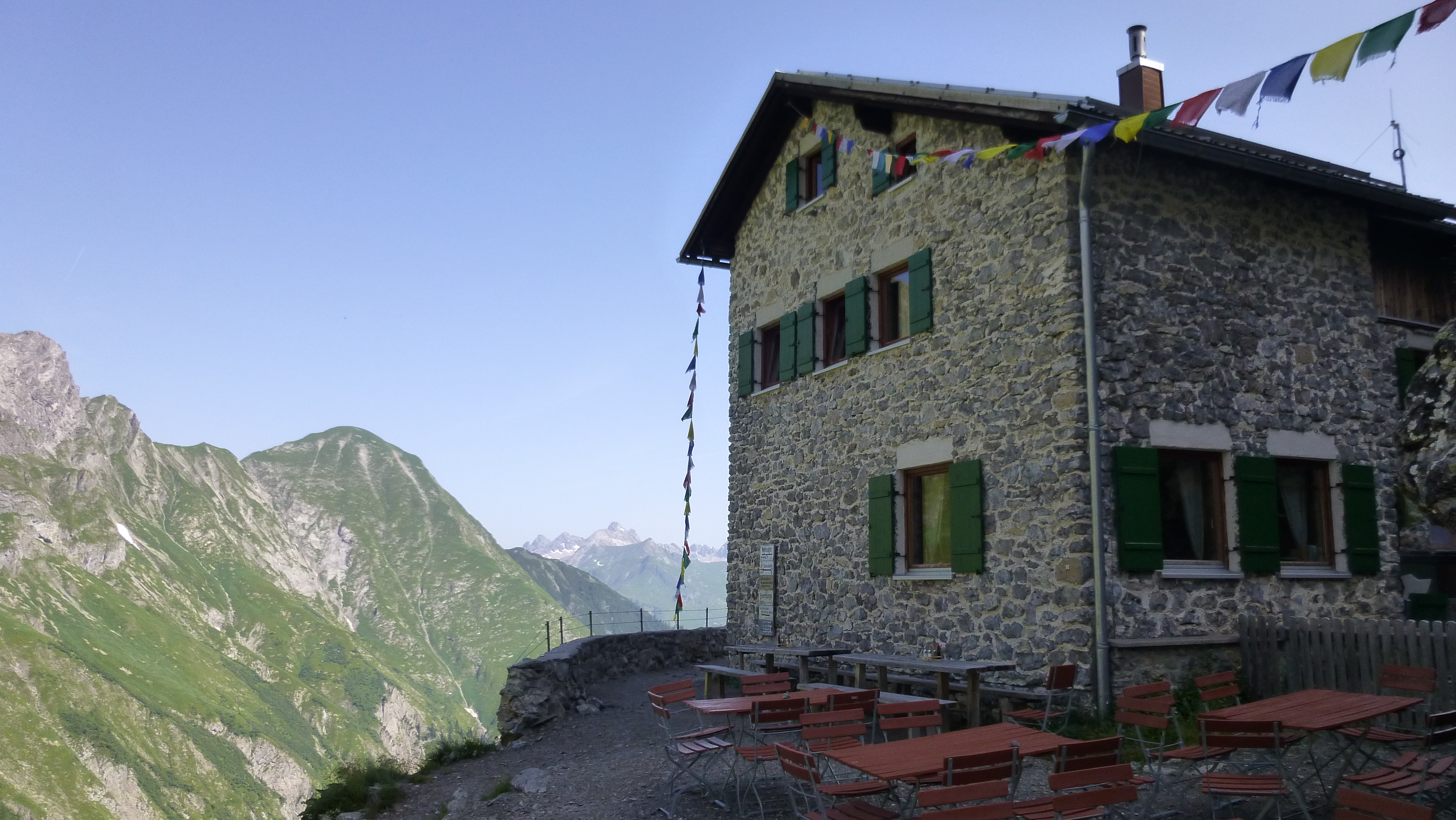
Simmshütte im Juli 2015
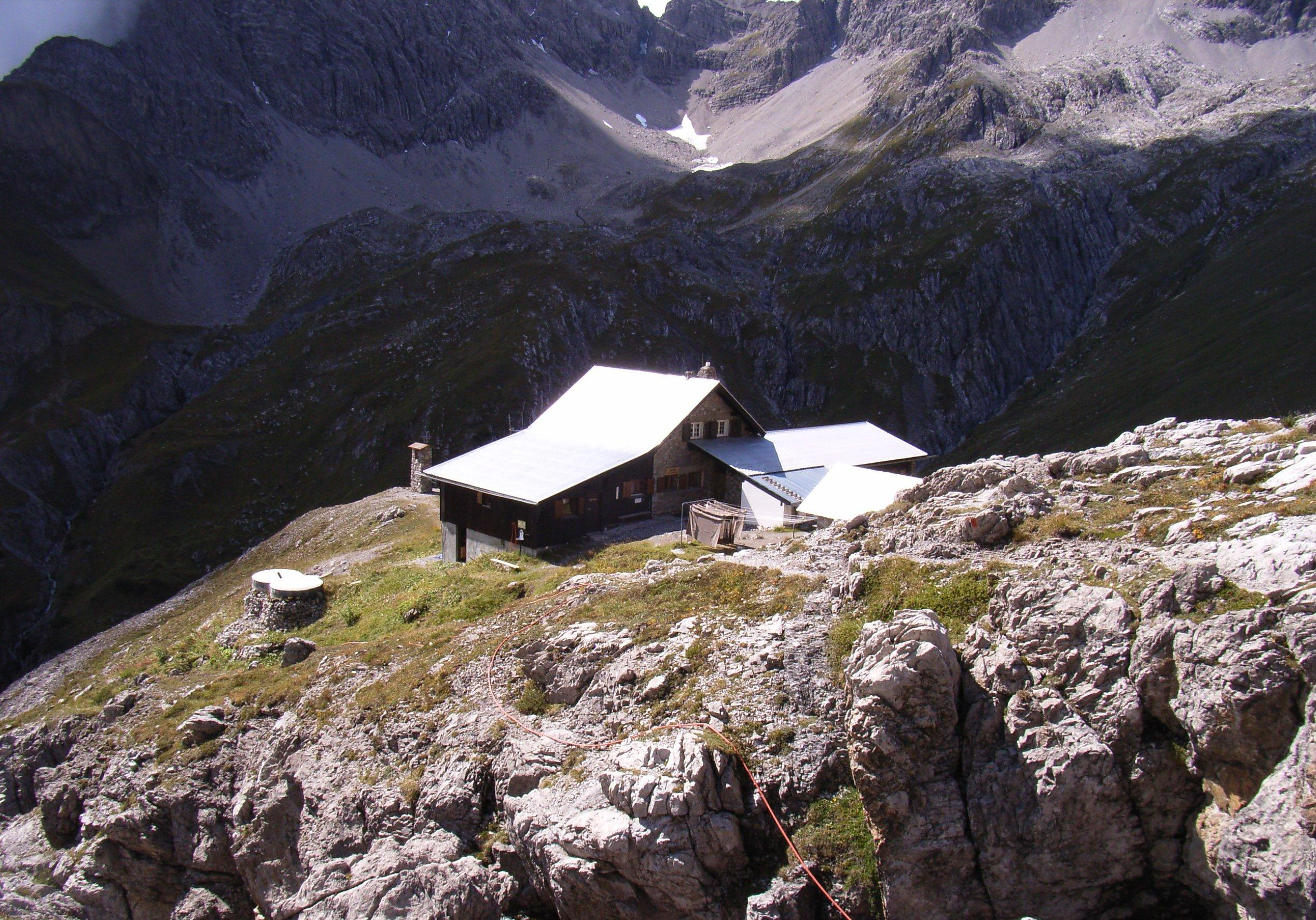
Württemberger Haus
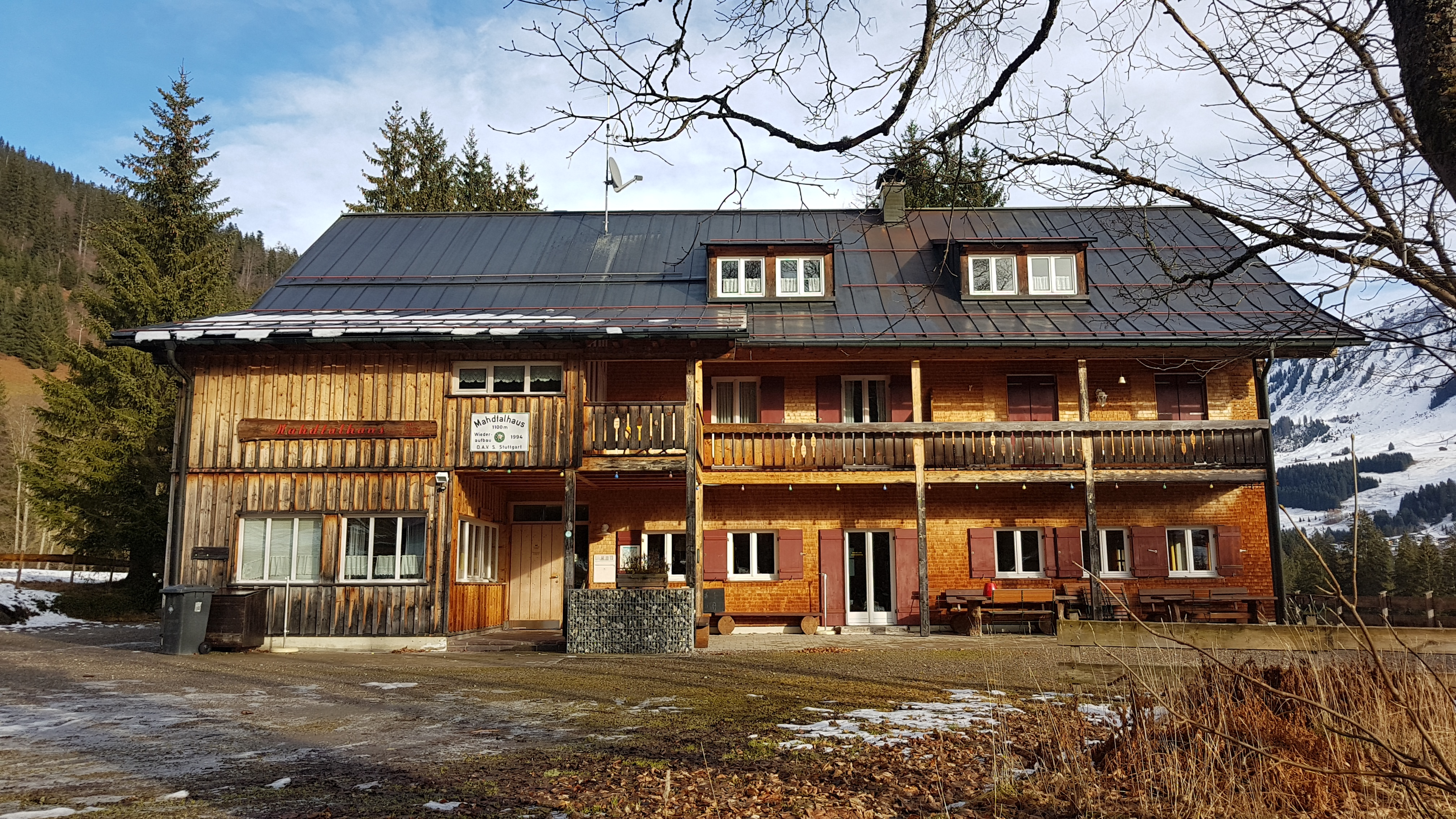
Mahdtalhaus

## Kletteranlagen
- DAV Boulder- und Kletterzentrum Stuttgart[6]
- Klettergarten Stetten (durch Bezirksgruppe Remstal)[7]